# Stenospermation popayanense
Stenospermation popayanense — вид квіткових рослин із родини кліщинцевих (Araceae), роду Stenospermation. Це витка рослина, рідним ареалом якої є Колумбія, Еквадор.